# Skilanglauf-Far-East-Cup 2008/09
Der Skilanglauf-Far-East-Cup  2008/09 war eine von der FIS organisierte Wettkampfserie, die am 26. Dezember 2008 in Otoineppu begann und am 3. Februar 2009  in Pyeongchang endete.  Die Gesamtwertung bei den Männern gewann der Japaner Tomio Kanamaru und bei den Frauen  die Japanerin Chisa Ōbayashi.

## Männer

### Resultate
| Datum             | Austragungsort  | Disziplin        | Sieger            | Zweiter         | Dritter          |
| ----------------- | --------------- | ---------------- | ----------------- | --------------- | ---------------- |
| 26. Dezember 2008 | Otoineppu       | 7,5 km klassisch | Shōhei Honda      | Keishin Yoshida | Kōhei Shimizu    |
| 27. Dezember 2008 | Otoineppu       | 7,5 km Freistil  | Atsushi Shimizume | Masaya Kimura   | Tsuyoshi Sakurai |
| 7. Januar 2009    | Sapporo         | 10 km klassisch  | Keishin Yoshida   | Kōhei Shimizu   | Osamu Yamahishi  |
| 2. Februar 2009   | Alpensia Resort | 10 km klassisch  | Shunsuke Komamura | Tomio Kanamaru  | Im Yeui-gyu      |
| 3. Februar 2009   | Alpensia Resort | 15 km Freistil   | Shunsuke Komamura | Tomio Kanamaru  | Kim Jeong-min    |

### Gesamtwertung Männer
| Rang | Name              | Punkte |
| ---- | ----------------- | ------ |
| 1    | Tomio Kanamaru    | 277    |
| 2    | Shunsuke Komamura | 251    |
| 3    | Keishin Yoshida   | 216    |
| 4    | Atsushi Shimizume | 156    |
| 5    | Kōhei Shimizu     | 153    |
| 6    | Shōhei Honda      | 134    |
| 7    | Kim Jeong-min     | 110    |
| 8    | Masaya Kimura     | 104    |
| 9    | Im Yeui-gyu       | 100    |
| 9    | Lee Jun-gil       | 100    |
| 11   | Osamu Yamahishi   | 86     |
| 12.  | Park Sang-yong    | 85     |
| 13.  | Takahisa Nogami   | 78     |
| 14.  | Nobu Naruse       | 72     |
| 15.  | Masakazu Aoki     | 70     |
| 16.  | Wataru Omori      | 67     |
| 17.  | Tsuyoshi Sakurai  | 64     |
| 18.  | Choi Tea-soon     | 62     |
| 19.  | Akira Lenting     | 61     |
| 19.  | Park Seong-beom   | 61     |
| 21.  | Ha Tae-bok        | 58     |
| 22.  | Katsuhito Ebisawa | 52     |
| 22.  | Kim Young         | 52     |
| 24.  | Masataka Satou    | 51     |
| 25.  | Hiroto Kondo      | 50     |
| 26.  | Kim Myeong-rae    | 49     |

| Rang | Name                 | Punkte |
| ---- | -------------------- | ------ |
| 27.  | Takanori Ebina       | 44     |
| 28.  | Takayuki Mochizuki   | 42     |
| 28.  | Hiroshi Yamada       | 42     |
| 30.  | Choi Hyun-Gyu        | 41     |
| 31.  | Yoshiki Takaguchi    | 39     |
| 32.  | Kim Tae-sung         | 38     |
| 33.  | Kim Hee-Jung         | 35     |
| 34.  | Jin Guan             | 34     |
| 35.  | Tsuyoshi Iizuka      | 33     |
| 36.  | Tadashi Yamamuro     | 31     |
| 37.  | Jeong Jong-won       | 28     |
| 38.  | Kim Ho-Ki            | 27     |
| 39.  | Sota Murayama        | 26     |
| 39.  | Takeshi Sakurai      | 26     |
| 39.  | Ryoh Tsunoda         | 26     |
| 39.  | Yuichi Yamada        | 26     |
| 43.  | Park Yong            | 24     |
| 44.  | Nobuhito Kashiwabara | 22     |
| 45.  | Junichi Igawa        | 21     |
| 45.  | Keisuke Ota          | 21     |
| 45.  | Park Chang-Ho        | 21     |
| 48.  | Yuji Kojima          | 20     |
| 49.  | Jung June-Yoen       | 19     |
| 50.  | Kim Hak-Jin          | 18     |
| 50.  | Takashi Koyama       | 18     |
| 52.  | Kim Myeong-Chan      | 16     |

| Rang | Name             | Punkte |
| ---- | ---------------- | ------ |
| 52.  | Masaaki Kōzu     | 16     |
| 54.  | Jeong Hyo-Jin    | 14     |
| 54.  | Tomuya Tanaka    | 14     |
| 54.  | Kaichi Naruse    | 14     |
| 54.  | Tomuya Tanaka    | 14     |
| 58.  | Katsuhiro Oyama  | 13     |
| 59.  | Jang Yun-Sik     | 12     |
| 59.  | Lee Joon-Soo     | 12     |
| 59.  | Park Ji-Hyun     | 12     |
| 62.  | Hiroki Kanauchi  | 11     |
| 63.  | Kim Cheol-Min    | 10     |
| 63.  | Yuta Osanai      | 10     |
| 65.  | Koudai Mukai     | 9      |
| 66.  | Choi Seung-Jung  | 8      |
| 66.  | Kang Dae-Ho      | 8      |
| 66.  | Takuya Nakatani  | 8      |
| 69.  | Yuuki Nakajima   | 7      |
| 70.  | Kim Dong-Hyun    | 6      |
| 71.  | Yuuki Kuriyama   | 4      |
| 72.  | Yuhei Sasami     | 4      |
| 73.  | Yuhei Fujita     | 3      |
| 73.  | Kwon Seok-Joo    | 3      |
| 75.  | Toru Hinata      | 2      |
| 76.  | Ryosuke Kamimura | 1      |

## Frauen

### Resultate
| Datum             | Austragungsort  | Disziplin      | Sieger         | Zweiter        | Dritter         |
| ----------------- | --------------- | -------------- | -------------- | -------------- | --------------- |
| 26. Dezember 2008 | Otoineppu       | 5 km klassisch | Chie Maruyama  | Naoko Omori    | Ayako Miyao     |
| 27. Dezember 2008 | Otoineppu       | 5 km Freistil  | Chie Maruyama  | Yuki Kobayashi | Lee Chae-won    |
| 7. Januar 2009    | Sapporo         | 5 km klassisch | Chisa Ōbayashi | Chie Maruyama  | Sumiko Ishigaki |
| 2. Februar 2009   | Alpensia Resort | 5 km klassisch | Chisa Ōbayashi | Lee Chae-won   | Nam Seul-gi     |
| 3. Februar 2009   | Alpensia Resort | 10 km Freistil | Lee Chae-won   | Chisa Ōbayashi | Nam Seul-gi     |

### Gesamtwertung Frauen
| Rang | Name                | Punkte |
| ---- | ------------------- | ------ |
| 1    | Chisa Ōbayashi      | 345    |
| 2    | Lee Chae-won        | 316    |
| 3    | Chie Maruyama       | 280    |
| 4    | Naoko Omori         | 125    |
| 5    | Nam Seul-gi         | 120    |
| 6    | Yuri Saito          | 108    |
| 7    | Risa Abe            | 104    |
| 8    | Ayako Miyao         | 100    |
| 8    | Sin Ju-hee          | 100    |
| 10   | Sumiko Ishigaki     | 99     |
| 11   | Yuki Kobayashi      | 92     |
| 12.  | Michiko Kashiwabara | 82     |
| 13.  | Lee Ha-na           | 81     |
| 14.  | Lee Eun-kyung       | 80     |

| Rang | Name             | Punkte |
| ---- | ---------------- | ------ |
| 15.  | Sayuri Yaguchi   | 76     |
| 16.  | Bae Ji-Young     | 68     |
| 16.  | Ikumi Motoyama   | 68     |
| 18.  | Chihiro Kasahara | 67     |
| 19.  | Miki Kobayashi   | 62     |
| 20.  | Ju Hye-ri        | 61     |
| 21.  | Yuki Sekiya      | 59     |
| 22.  | Erika Shimodaira | 53     |
| 23.  | Yuka Kobayashi   | 48     |
| 24.  | Choi Mun-Hee     | 45     |
| 24.  | Sari Furuya      | 45     |
| 24.  | Miri Takaseki    | 45     |
| 27.  | Yurie Tanaka     | 37     |
| 28.  | Maika Shinohara  | 35     |

| Rang | Name               | Punkte |
| ---- | ------------------ | ------ |
| 28.  | Chika Suto         | 35     |
| 30.  | Cha I-re           | 29     |
| 31.  | Shin Ha-Neul       | 26     |
| 31.  | Machiko Yanagidate | 26     |
| 33.  | Yuko Sotodate      | 18     |
| 34.  | Haruka Takeda      | 16     |
| 35.  | Ayako Maruyama     | 15     |
| 36.  | Chinatsu Takeda    | 14     |
| 37.  | Natsuki Daimaru    | 12     |
| 38.  | Yuka Otsuka        | 7      |
| 39.  | Miho Shimizu       | 6      |
| 39.  | Yukiko Yamaguchi   | 6      |
| 41.  | Azusa Tsunoda      | 4      |
| 42.  | Misako Takizawa    | 3      |